# All Wrong (film)
All Wrong er en amerikansk stumfilm fra 1919 af William Worthington og Raymond B. West.

## Medvirkende
- Bryant Washburn - Warren Kent
- Mildred Davis - Betty Thompson
- Charles Bennett - Donald Thompson
- Helen Dunbar
- Fred Montague - Randolph Graham
- Margaret Livingston - Ethel Goodwin